# 山口崇
山口 崇（やまぐち たかし、1936年11月17日 - 2025年4月18日）は、日本の俳優、テレビ司会者、長唄三味線奏者、民話研究家。
本名：山口 岑芳（やまぐち たかよし）。兵庫県三原郡阿那賀村（のちの西淡町。現：南あわじ市）出身。所属事務所はオフィス天童。長男は長唄唄方の三代目杵屋巳三郎（山口太郎）。長女は長唄三味線方の杵屋 巳織（きねや みおり）（山口由紀）。

## 来歴・人物
高校入学まで淡路島で育ち、東京都立戸山高等学校を経て、早稲田大学教育学部英文科中退。学生時代は同学部学生自治会委員長だった。NHK俳優養成所、劇団三十人会、劇団俳優小劇場（1960年の旗揚げメンバー、1971年閉館）ののち、1974年に小沢昭一、加藤武、山谷初男らと芸能座を結成（1980年解散）。
『天下御免』で主人公・平賀源内を演じ、「平賀源内＝山口」と評されるほどの当たり役となった。
1970年から30年近くにわたって『大岡越前』で徳川吉宗役を演じた。1970年代前後には主役級の役をこなした。
石立鉄男、左時枝、小山田宗徳らとゲバラ財団という演劇グループを組み、毎週日曜日の夜に渋谷ジァン・ジァンで入場無料で公演を行っていた。
俳優業のかたわら、1978年からはテレビ朝日系『クイズタイムショック』の2代目司会者となり、明るく親しみやすい語り口とユーモアも交えた名司会ぶりで人気を集め、1986年3月27日放送の最終回まで務めた。
民話や邦楽に造詣が深く、ドラマや舞台で三味線・琴・鼓などの演奏を披露、2000年代以降は長年のライフワークであった民話研究家としての活動に比重をおいた。長唄では七代目杵屋巳太郎に師事し、本人も名取で長唄三味線方の杵屋 巳楓（きねや みふう）として活動、年に1回は家族で演奏会を行ったり、一門の演奏会にも出演した。
主演作『天下御免』を自ら録画した第1回と最終回のビデオをNHKに寄贈している。また、このことについては2025年放送の大河ドラマ『べらぼう〜蔦重栄華乃夢噺〜』公式ガイドブックのインタビューでも触れていた（インタビューは2024年10月に行われた）。この『べらぼう』でのインタビュー収録の際に声がかすれていたことから、病院で検査を受けた結果、肺がんと判明しその後は療養していた。
2025年4月18日15時36分、肺がんのため、入居していた東京都内の高齢者施設で死去した。88歳没。訃報は3日後の同月21日に所属事務所より公表された。葬儀・告別式は同月26日、代々幡斎場で執り行われた。戒名は「真雅崇鳳居士」。

## 出演作品

### テレビドラマ
- 木下恵介劇場・木下恵介アワー（TBS）
  - 二人の星（1965年 - 1966年） - 桐原信也
  - 女と刀（1967年） - 加古井
  - おやじ太鼓♯35（1968年、1969年） - 西川
  - 幸福相談（1972年） - 新田一郎
- 大河ドラマ（NHK総合）
  - 源義経（1966年） - 平教経
  - 三姉妹（1967年） - 三沢半之丞
  - 天と地と（1969年） - 長尾政景
  - 風と雲と虹と （1976年） - 平貞盛 [11]
  - 春の波涛 （1985年） - 金子堅太郎
  - 元禄繚乱（1999年） - 大野九郎兵衛
- ザ・ガードマン 第46話「白昼の通り魔」（1966年、TBS・大映テレビ室）
- 銭形平次 第51話「闇に消えた女」（1967年、フジテレビ・東映） - 佐八
- お嬢さん（1967年、フジテレビ）
- 風 第25話「江戸惜春譜」（1968年、TBS・松竹）
- 見合い恋愛（1969年）
- 肝っ玉かあさん（TBS）
  - 第1シリーズ（1968年）
  - 第2シリーズ（1969年）
  - 第3シリーズ（1971年）
- フルーツポンチ3対3（1968年、NET）
- 東京コンバット（1968年 - 1969年、フジテレビ） - 宅警部補
- 大岡越前（1970年 - 2006年、TBS・C.A.L） - 徳川吉宗
  - 第9部（1986年）第26話「吉宗暗殺仇討ちの陰謀」 - 川田市之進（二役）
- 東芝日曜劇場（TBS）
  - 相聞歌（1970年）
  - 女と味噌汁27（1973年）
  - 二階（1977年） - 竹沢英二 役
  - 恋の時間（2005年） - 島谷健次郎役
- 火曜日の女シリーズ（日本テレビ）
  - 美しき獲物（1970年）
  - 幻の女（1971年）
- 姿三四郎 第21話以降（1970年、日本テレビ）
- 柳生十兵衛（1970年、フジテレビ） - 柳生十兵衛
- 天下御免[12][13]（1971年、NHK総合） - 平賀源内
- お祭り銀次捕物帳（1972年、東映・フジテレビ） - 田村兵庫
- 雪国（1973年、関西テレビ）
- 木曽街道いそぎ旅（1973年、フジテレビ） - 成り行きの辰
- 新書太閤記 （1973年、NET） - 豊臣秀吉
- 女・その愛のシリーズ「婦系図」(1973年、NET) - 早瀬主税
- 影同心 第1シリーズ（1975年、毎日放送） - 更科右近
- 江戸を斬るII 第22話「恐怖の黒い狼」（1975年、TBS・C.A.L）- 生駒弥三郎
- かげろうの家（1976年、日本テレビ） - 高林英男
- 刑事物語・星空に撃て!（1976年、大映テレビ、フジテレビ） - 星日出夫刑事の兄
- 今日だけは（1977年、TBS） - 兵童彰一郎
- 熱中時代（1978年、日本テレビ） - 八代徹
- 土曜ワイド劇場（テレビ朝日）
  - 松本清張の顔 死の断崖（1978年）
  - 松本清張の事故（1982年、大映テレビ） - 田中幸雄
  - 松本清張の寒流（1983年、大映テレビ） - 桑山英己
- 連続テレビ小説 マー姉ちゃん （1979年、NHK総合） - 三郷智正
- 水戸黄門（TBS・C.A.L）
  - 第10部 第22話「赤い財布の恩返し・馬籠」（1980年1月14日）- 新二郎
  - 第12部 第13話「御老公を爆殺せよ！ -高松-」（1981年11月23日） - 松平頼常
  - 第24部 第27話「一陽来複 米沢の春 -米沢-」（1996年4月1日） - 朝倉長門守
  - 第29部 第21話「許せ!妻よ、友よ -新潟-」（2001年8月20日） - 川上良順
  - 第31部 第11話「狙われた浪花の大商人 -大坂-」（2003年1月6日） - 淀屋辰五郎
  - 1000回記念スペシャル（2003年12月15日） - 淀屋辰五郎
  - 第37部 第13話「藩を守った女剣士 -八戸-」（2007年7月2日） - 立花市兵衛
- 御宿かわせみ（NHK総合） - 畝源三郎 
  - 第1シリーズ（1980年10月 - 1981年3月）
  - 第2シリーズ（1982年10月 - 1983年4月）
- 火曜サスペンス劇場「誘拐の報酬」（1982年、日本テレビ・テレワイド）
- おはよう24時間（1982年、TBS） - 長生東作
- 現代怪奇サスペンス「蜘蛛」（1986年、関西テレビ）
- ああ家族 （1987年、TBS）
- 金田一耕助の傑作推理 死神の矢 （1989年、TBS）
- 新春時代劇スペシャル「新吾十番勝負 江戸城(秘)大奥の陰謀!」（1990年、テレビ朝日・東映） - 徳川吉宗
- 炎の旅路（1990年、東海テレビ） - 小泉健造 役
- びいどろで候〜長崎屋夢日記 （1990年、NHK総合） - 平賀源内
- 花友禅（1991年4月 - 9月、よみうりテレビ）
- 水曜グランドロマン「炎の如く 吉田松陰」（1991年、山口放送） - 周布政之助
- はやぶさ新八御用長 （1993年、NHK総合） - 根岸鎮衛
- 古畑任三郎（第1シリーズ） 第9話「殺人公開放送」（1994年、フジテレビ） - 神宮音彦
- 愛の劇場・ひとりっ子同志（1996年、TBS）
- 温泉へGo!（2008年9月 - 11月、TBS・テレパック） - 村上雅宗
- 新・御宿かわせみ（2013年、時代劇専門チャンネル） - 畝源三郎

### 映画
- 歌え若人達（1963年、松竹） - 香山
- おはなはん 第一部・第二部（1966年、松竹）
- 春一番（1966年、松竹） - 杉山治郎
- 横堀川（1966年、松竹） - 吾平
- なつかしい風来坊（1966年、松竹） - 伊達一郎
- 命果てる日まで（1966年、松竹） - 岡田健
- 若親分千両肌（1967年、大映） - 青柳栄吉
- あゝ君が愛（1967年、松竹） - 丹羽繁夫
- 若社長大奮戦（1967年、松竹） - 正木弘介
- 女たちの庭（1967年、松竹） - 加川
- 夜明けの二人（1968年、松竹） - 吉田徹也
- 夕月（1969年、松竹） - 北野英一郎
- 「されどわれらが日々」より 別れの詩（1971年、東宝） - 山口伸夫
- 辻が花（1972年、松竹） - 藤岡正憲
- 不毛地帯（1976年、芸苑社） - 兵頭繊維部員
- ふたりのイーダ（1976年） - 岡研二
- 春男の翔んだ空（1977年、現代ぷろ） - 青年・満田
- 雲霧仁左衛門（1978年、松竹） - 尾張中納言
- 翼は心につけて（1978年、翼プロ） - 朝倉医師
- 裸の大将放浪記（1981年、現代ぷろ） - 渡辺実
- この子を残して（1983年、松竹＝ホリ企画） - 永井誠一
- 想い出のアン（1984年、翼プロ） - 野宮周平
- 白い町ヒロシマ（1985年、現代ぷろ＝共同映画）
- 泰造（1985年、K&S） - UPI通信社社員・今西
- 記憶にございません!（2019年、東宝） - 柳友一郎

### 舞台
- 大岡越前
- 鶴来屋おゆう
- 花は散らない
- 天童よしみ くれない三度笠（2007年、新宿コマ劇場）

### 劇場アニメ
- 三国志シリーズ - 諸葛亮孔明〈成人〉 
  - 三国志 第二部・長江燃ゆ!（1993年）
  - 三国志 完結編・遥かなる大地（1994年）

### 吹き替え
- バークレー牧場（1965年、NET） - サイラス：ナポレオン・ホワイティング

### ラジオ
- 音とたかしと昔話（1973年1月6日 - 1977年11月26日、FM東京） ※ギャラクシー賞受賞
- 暗殺のソロ （1989年10月2日 - 10月6日、NHK-FM　アドベンチャーロード） - モーガン大佐

### テレビ番組
- スター千一夜（フジテレビ） - 司会
- クイズタイムショック（テレビ朝日） - 第一期・司会 ※800回では解答席にも座り、8問正解でトップ賞を沖田浩之と分け合った
- 金曜スペシャル「山口崇テキヤになる」（1972年、東京12チャンネル、演出：藤田傅） - 山口が本職のテキヤ、浪越茂枡谷連合会会長指導のもと香具師の啖呵を習うドキュメンタリー[14]。元は今村昌平が1971年企画にしたテレビ・ドキュメンタリー『日本のやくざ』で[14]、野津喜三郎関東野津組組長に取材を依頼し、OKを貰っていたが、賭場を撮影されることに博徒系列の組から反対され頓挫していた[14]。
- 世界・わが心の旅（NHK BS-2） - 旅人
- 徹子の部屋（2016年10月7日、テレビ朝日） - 杵屋巳貴（元女優）と共に出演

### その他
- NNNドキュメント70（日本テレビ）※進行
- TIME21（日本テレビ）※ナレーション
- LPレコード TW-9003「輝く巨人軍 七連覇達成のドラマ」※語り
- そごう ※イメージキャラクター（そごう新店舗の開業日には一日店長を務めたこともあった）
- 澤田隆治追悼ドキュメンタリー（2021年、ABC） ※兵庫県南あわじ市の生家にて澤田隆治の大学卒業論文で古文書を閲覧していた旨の解説

## レコード
- 「船出の歌」（ワーナー・レコード、1971年 - NHK時代劇『天下御免』主題歌[注 1]）

## 著書
- 『昔ばなし出逢いの旅』（講談社、1975年）
- 『音と崇と昔ばなし』榛谷泰明共著（山形民話の会、1981年）
- 『とんと昔出逢いの旅 出羽路をたずねて』（高陽堂書店、1982年）
- 『こんな旅を知っていますか 自分だけの旅のつくり方・楽しみ方』（PHP研究所 ライフ・カレント、1983年）
- 『山口崇 民話の出逢い』（愛媛県文化振興財団、1984年）